# Chaquira (Piura)
Chaquira es un caserío peruano ubicado en el distrito de La Arena, perteneciente a la provincia y departamento de Piura, al norte del Perú. 

## Ubicación
Chaquira se ubica al oeste de la provincia de Piura, en el distrito de La Arena, en el departamento de Piura.

## Demografía
En 2017 Chaquira tenía una población de 498 habitantes.
| Gráfica de evolución demográfica de Chaquira entre 1993 y 2017 |
|                                                                |
| Fuentes: Población 1993 y 2017                                 |